# Black & Blue
Black & Blue é o quarto álbum de estúdio da boy band americana Backstreet Boys. Foi lançado no Brasil dia 20 de novembro de 2000, durante a turnê Black & Blue - Around the World, na qual eles passaram por seis países em 100 horas para divulgar o álbum e que depois foi editada como DVD intitulado Around the World e inclui a passagem do grupo pelo Rio de Janeiro.
Este álbum tem como single de maior sucesso e o primeiro a ser lançado a música "Shape of My Heart", que ficou nas paradas de sucesso de toda Europa, Brasil e Japão. A canção "What Makes You Different (Makes You Beautiful)" está na trilha sonora de O Diário da Princesa de 2001 e foi incluída como faixa bônus em outra edição do álbum.

## Faixas
| Edição standard |                                        |                                                              |                              |         |  |
| N.º             | Título                                 | Letras                                                       | Música                       | Duração |  |
| 1.              | "The Call"                             | Max Martin, Rami                                             | Martin, Rami                 | 3:24    |  |
| 2.              | "Shape of My Heart"                    | Max Martin, Lisa Miskovsky, Rami                             | Martin, Rami                 | 3:50    |  |
| 3.              | "Get Another Boyfriend"                | Max Martin, Rami                                             | Martin, Rami                 | 3:05    |  |
| 4.              | "Shining Star"                         | Franciz & LePont, Nick Carter, Howie Dorough                 | Rodney Jerkins               | 3:22    |  |
| 5.              | "I Promise You (With Everything I Am)" | Dan Hill                                                     | Timmy Allen                  | 4:23    |  |
| 6.              | "The Answer to Our Life"               | Carter, Dorough, Brian Littrell, AJ McLean, Kevin Richardson | Per Magnusson, David Kreuger | 3:18    |  |
| 7.              | "Everyone"                             | Kristian Lundin, Andreas Carlsson                            | Lundin                       | 3:30    |  |
| 8.              | "More than That"                       | Franciz & LePont, Adam Anders                                | Franciz & LePont             | 3:44    |  |
| 9.              | "Time"                                 | Carter, Dorough, Littrell, McLean, Richardson                | Babyface                     | 3:55    |  |
| 10.             | "Not For Me"                           | Lundin, Jake Schulze, Carlsson                               | Lundin                       | 3:15    |  |
| 11.             | "Yes I Will"                           | McLean, Brian Kierulf, Josh Schwartz                         | Allen, Larry "Rock" Campbell | 3:50    |  |
| 12.             | "It's True"                            | Martin, Carlsson, Richardson                                 | Magnusson, Kreuger           | 4:13    |  |
| 13.             | "How Did I Fall In Love With You"      | Franciz & LePont, Dorough, Calum MacColl, Andrew Fromm       | Franciz & LePont, Allen      | 4:04    |  |
| Duração total:  | Duração total:                         | Duração total:                                               | Duração total:               | 47:53   |  |

| Edição faixa bônus (Reino Unido/Japão/Austrália) |                                                  |                                  |                          |         |  |
| N.º                                              | Título                                           | Letras                           | Música                   | Duração |  |
| 13.                                              | "What Makes You Different (Makes You Beautiful)" | Howie Dorough, Diamond, Carlsson | Allen, Renn              | 3:33    |  |
| 15.                                              | "All I Have to Give (a cappella)"                | Full Force                       | David Thomas Mark Kibble | 3:48    |  |

| Críticas profissionais | Críticas profissionais |
| Avaliações da crítica  | Avaliações da crítica  |
| Fonte                  | Avaliação              |
| ---------------------- | ---------------------- |
| allmusic               | [ 3 ]                  |
| Rolling Stone          | [ 4 ]                  |

## Certificações
| Provedor          | Certificação |
| ----------------- | ------------ |
| RIAA              | 8× Platina   |
| BPI               | Ouro         |
| Pro-Música Brasil | Platina Ouro |